# Браун, Люси
Лю́си Бра́ун (англ. Lucy Brown, род. 13 февраля 1979, Кроли, Западный Суссекс, Англия) — английская актриса, хорошо известная по двойной роли в научно-фантастическом сериале «Портал юрского периода». Российскому зрителю также известна по рекламному ролику шоколада «Alpen Gold».

## Биография
Люси Браун родилась в Кроли, в Западном Суссексе в семье Криса и Хелен Браун. У неё есть младший брат Марк. Сначала Браун ходила в Kings College Prep School, затем в Oundle School в Нортгемптоншире, третью по значимости школу в Великобритании, которую покинула, чтобы поступить в Hills Road Sixth Form College к Кембридже. Она окончила Гилдхоллскую школу музыки и театра.
В декабре 2007 Люси получила награду «Самая красивая британская актриса», на которую претендовало 104 кандидатки.

## Личная жизнь
Браун живёт в Лондоне. 31 декабря 2015 года она вышла замуж за Адама Рэйнера. Их сын родился 28 декабря 2014 года.

## Фильмография
| Год           | Название на русском                  | Название на английском         | Роль                         | Примечания                                  |
| ------------- | ------------------------------------ | ------------------------------ | ---------------------------- | ------------------------------------------- |
| 2002          | Убийство                             | Murder                         | журналистка                  | ТВ фильм                                    |
| 2003          | Кентерберийские рассказы             | Canterbury Tales               | Она                          | ТВ мини-сериал (Эпизод "The Miller's Tale") |
| 2004          | Джим с Пиккадилли                    | Piccadilly Jim                 | женщина под лестницей        |                                             |
| 2004          |                                      | Frances Tuesday                | Луиза                        | ТВ фильм (в титрах не указана)              |
| 2004          | Север и Юг                           | North and South                | Энн Латимер                  | ТВ мини-сериал (3 эпизода)                  |
| 2005          |                                      | Peter Warlock: Some Little Joy | Барбара Пеш                  | ТВ фильм                                    |
| 2005          | Злой умысел                          | Malice Aforethought            | Айви Риджвэй                 | ТВ фильм                                    |
| 2005          | Что бы ни значила любовь             | Whatever Love Means            | Джорджина                    | ТВ фильм                                    |
| 2006          | Минотавр                             | Minotaur                       | Диди                         |                                             |
| 2006          | Испытание королевского стрелка Шарпа | Sharpe's Challenge             | Селия Берроуз                | ТВ фильм                                    |
| 2007–09, 2011 | Портал юрского периода               | Primeval                       | Клаудия Браун / Дженни Льюис | Телесериал (19 эпизодов)                    |
| 2008          | Улица Харли                          | Harley Street                  | Майя                         | Телесериал (Эпизод "Episode No.1.3")        |
| 2009          | Филантроп                            | The Philanthropist             | Дебора Рожо                  | Телесериал (Эпизод "Myanmar")               |
| 2009          | Убийства в Мидсомере                 | Midsomer Murders               | Хелен Маркэм                 | Телесериал (Эпизод "The Glitch")            |
| 2010          | Арктический хищник                   | Frost Giant                    | Сидна                        | ТВ фильм                                    |
| 2010          | Связанные кровью                     | Bonded by Blood                | Анна Ричардс                 |                                             |
| 2011          | Новые трюки                          | New Tricks                     | Мари Брэйден                 | Телесериал (Эпизод "Old Fossils")           |
| 2014          | Урожай Дьявола                       | The Devil's Harvest            | Олена                        |                                             |